# 羅滕河
51°58′20″N 8°48′12″E / 51.97222°N 8.80333°E

羅滕河（德語：Rothenbach），是德國的河流，位於該國西部，處於北萊茵-威斯特法倫州，屬於韋勒河的左支流，河道全長3.9公里，流域面積3.5平方公里，河畔城鎮有拉格。